# Pam Jenoff
Pam Jenoff (Minnesota, 1972 –) amerikai író, jogász és a Rutgers Egyetem jogprofesszora. Szerelmi történeteket és történelmi regényeket egyaránt ír, amelyek közül néhányat díjra jelöltek, és sok közülük bestseller lett. Jelenleg is ír, és 3 gyermekével és férjével él New Jerseyben.

## Életrajza
A New Jersey állambeli Haddonfield lakójaként Jenoff Evesham Townshipben nőtt fel, ahol a Cherokee High School-ba járt. Édesanyja "Dél-Philadelphiában nőtt fel az 1940-es években"; "Apám családja Atlantic Cityből származik, és a nagyszüleimnek és a dédszüleimnek szállodái és éttermei voltak ott az 1930-as és 40-es években."
Baccalaureus fokozatát a George Washington Egyetemen szerezte, M.A. (történelem) diplomáját a Cambridge-i Egyetemen szerezte. J.D. diplomáját a Pennsylvaniai Egyetem Jogi Karán szerezte. A hadsereg miniszterének egykori különleges asszisztense és a külügyminisztérium tisztjeként Philadelphiában él, és jelenleg bizonyítási jogot, munkajogot és jogi szaknyelvet tanít a Rutgers Law School Camden kampuszán.
Éppen akkor kezdett ügyvédi gyakorlatot folytatni egy magáncégnél, amikor a szeptember 11-i merényletek arra késztették, hogy személyes célt tűzzön ki, hogy író legyen.

## Könyvek
The Kommandant's Girl (2007)[6] című regényét Quill-díjra jelölték.[7] A Publishers Weekly a The Things We Cherished (2012) című művét "időtlen szerelmi történetnek" nevezte.[8] A Harlequin MIRA 2014. szeptember 1-jén adta ki a The Other Girl című könyvet.[9]
Bár Jenoff külügyminisztériumi tapasztalata Lengyelországban volt, azt mondja, hogy "minden korábbi Európában játszódó könyvemet akkor írtam, miközben Amerikában éltem", és első regénye pedig az Egyesült Államokban játszódik, miközben Lengyelországban élt.
A The Last Summer at Chelsea Beach, „Az utolsó nyár Chelsea Beachen” mintegy 20 évvel a befejezése előtt kezdődött; Jenoff elismeri, hogy Louisa May Alcott Little Women című könyve adott ihletet ehhez a regényhez.
A The Lost Girls of Paris, „Párizs elveszett lányai” (2019) nagyjából ugyanazt a területet fedi le, mint Susan Elia MacNeal The Paris Spy (A párizsi kém, 2017). Mindkét regény Vera Atkins és az általa felvett és kiképzett nők történetére támaszkodik, hogy a második világháború idején a brit különleges műveletek vezetőjénél dolgozzanak.

## Művei
Regények
- The Kommandant's Girl (The Kommandant's Girl, #1) (2007)
- The Diplomat's Wife ((The Kommandant's Girl, #2) (2008)[10]

- Almost Home (2008)[11][12]

- A Hidden Affair[13][14]

- The Things We Cherished[15][16][17]
  - Dédelgetett álmaink – General Press, Budapest, 2015 · ISBN 9789636437800 · Fordította: Szoboszlay Anna
- The Ambassador's Daughter (Prequel to The Kommandant's Girl) (2013)[18]
  - A követ lánya – General Press, Budapest, 2014 · ISBN 9789636436674 · Fordította: Szoboszlay Anna
- The Winter Guest (2014)[19]
- The Other Girl (2014)
- The Last Summer at Chelsea Beach (2015)
- The Orphan's Tale (2017)
  - Az ismeretlen gyermek – Animus, Budapest, 2018 (Sorskönyveink) · ISBN 9789633245859 · Fordította: Dobosi Beáta
- The Lost Girls of Paris (2019)
  - Elvesztek Párizsban – Agave Könyvek, Budapest, 2021 · ISBN 9789634198123 · Fordította: Török Krisztina
- The Woman with the Blue Star (2021)
  - Nő kék csillaggal – Magnólia, Budapest, 2023 · ISBN 9789635981144 · Fordította: Török Krisztina
- Code Name Sapphire (2023)

## Fordítás
- Ez a szócikk részben vagy egészben  a   Pam Jenoff című angol Wikipédia-szócikk fordításán alapul.  Az eredeti cikk szerkesztőit annak laptörténete sorolja fel. Ez a jelzés csupán a megfogalmazás eredetét és a szerzői jogokat jelzi, nem szolgál a cikkben szereplő információk forrásmegjelöléseként.